# Jean-Louis Rapnouil
Jean-Louis Rapnouil (* 24. Januar 1966 in Fort-de-France, Martinique) ist ein ehemaliger französischer Leichtathlet, der sich zunächst auf den Weitsprung spezialisiert hatte, Später wechselte er zum 400-Meter-Lauf. Er gewann bei Europameisterschaften eine Silbermedaille. Bei den Mittelmeerspielen erkämpfte er zweimal Gold und zweimal Silber.

## Sportliche Karriere
Jean-Louis Rapnaouil startete von 1992 bis 1994 für den Stade Bordeaux Union Club sowie vorher und nachher für ECTC Périgueux. 1989 war er französischer Meister im Weitsprung.
Seinen ersten internationalen Erfolg erreichte Rapnouil bei den Mittelmeerspielen 1987 in Latakia. Mit 7,82 Meter wurde er im Weitsprung Zweiter mit sieben Zentimetern Rückstand auf den Griechen Dimitrios Chatzopoulos. 1990 bei den Europameisterschaften in Split schied Rapnouil in der Qualifikation aus.
Zwei Jahre später bei den Olympischen Spielen 1992 in Barcelona lief die französische 4-mal-400-Meter-Staffel mit Jean-Louis Rapnouil, Yann Quentrec, Stéphane Caristan und Stéphane Diagana in ihrem Vorlauf die viertbeste Zeit, nur die beiden besten Staffeln aus diesem Vorlauf erreichten das Finale. 1993 bei den Mittelmeerspielen in Languedoc-Roussillon siegte der Grieche Konstantinos Kenteris vor den zeitgleichen Benyounes Lahlou aus Marokko und Rapnouil. Die 4-mal-400-Meter-Staffel mit André Jaffory, Pierre-Marie Hilaire, Stéphane Diagana und Jean-Louis Rapnouil gewann mit fast zwei Sekunden Vorsprung vor dem marokkanischen Quartett. Zwei Monate später bei den Weltmeisterschaften in Stuttgart fand zuerst der 400-Meter-Lauf statt. Rapnouil schied im Viertelfinale aus. Die 4-mal-400-Meter-Staffel mit Jean-Louis Rapnouil, Pierre-Marie Hilaire, Jacques Farraudiére und Stéphane Diagana belegte den vierten Platz mit einer Zehntelsekunde Rückstand auf die drittplatzierten Deutschen. 1994 bei den Europameisterschaften in Helsinki trat Rapnouil nur in der Staffel an. Pierre-Marie Hilaire, Jean-Louis Rapnouil, Jacques Farraudière und Stéphane Diagana belegten den zweiten Platz mit zwei Sekunden Rückstand auf die Briten und zwei Sekunden Vorsprung vor den drittplatzierten Russen.
Bei seiner zweiten Olympiateilnahme 1996 in Atlanta trat Rapnouil nur im 400-Meter-Lauf an und schied im Viertelfinale aus. 1997 gewann Rapnouil den 400-Meter-Lauf bei den Mittelmeerspielen in Bari vor dem Italiener Marco Vaccari. In der Staffel war Rapnouil in Bari nicht dabei. Seine letzte internationale Endkampfplatzierung gelang Rapnouil mit der 4-mal-400-Meter-Staffel bei den Weltmeisterschaften 1997 in Athen. Jean-Louis Rapnouil, Marc Foucan, Fred Mango und Stéphane Diagana belegten den sechsten Platz.

## Bestleistungen
- 400 Meter: 45,32 Sekunden am 9. Juni 1996 in Bordeaux
- Weitsprung: 7,96 Meter am 26. August 1989 in Nizza